# Invasione slava della penisola balcanica
L'invasione slava della penisola balcanica ebbe luogo in Età Tardo Antica, tra la seconda metà del VI secolo e i primi decenni del VII, nel contesto di una serie di guerre dell'Impero sasanide e del Khanato degli Avari contro l'Impero romano d'Oriente. L'insediamento fu facilitato dal considerevole calo della popolazione dei Balcani durante la peste di Giustiniano. La spina dorsale del Khanato degli Avari consisteva di tribù protoslave che, dopo il fallito assedio di Costantinopoli nell'estate del 626, rimasero nella penisola balcanica, dove avevano occupato le province bizantine a sud dei fiumi Sava e Danubio, dal mare Adriatico verso l'Egeo fino al Mar Nero. Sfinita per diversi motivi e ridotta alla parte costiera della penisola, Bisanzio non fu in grado di combattere una guerra su due fronti per riconquistare i territori perduti, ma accettò il fatto di trovarsi degli Sclaveni insediati là ed entrò in alleanza con loro contro gli Avari e il Primo Impero bulgaro.

## Contesto storico
Prima delle invasioni barbariche la popolazione dei Balcani era probabilmente composta da locali Illiri e Traci che erano stati romanizzati ed ellenizzati. Potrebbero essere state presenti anche piccole comunità di Eruli, Bastarni, Longobardi e Sciri. Dopo le devastanti campagne di Attila e dei Goti che in precedenza erano foederati, cosa che ebbe come conseguenza la caduta dell'Impero romano d'Occidente, l'imperatore d'oriente Giustiniano I iniziò un'opera di ricostruzione di fortezze e città e di restaurazione della cristianità ortodossa. Tuttavia, la peste di Giustiniano (541-549, con strascichi fino alla metà dell'VIII secolo) decimò la popolazione indigena, indebolendo di conseguenza i limes della Pannonia e del Danubio. Diversi fattori, tra i quali la piccola era glaciale tardoantica e la pressione demografica, incentivarono la migrazione dei Protoslavi che sentivano anche la pressione degli Avari.

## Storia

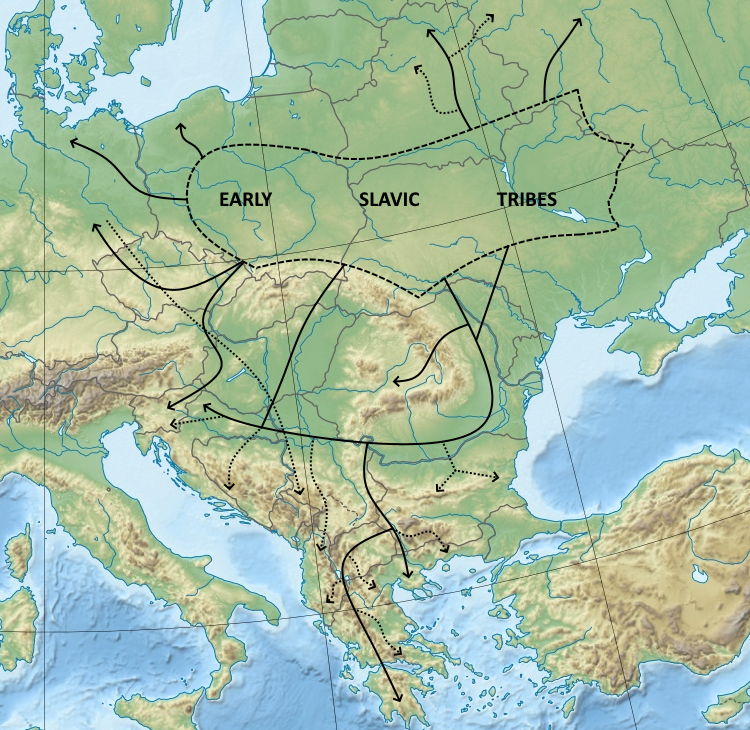
Le migrazioni slave verso i Balcani

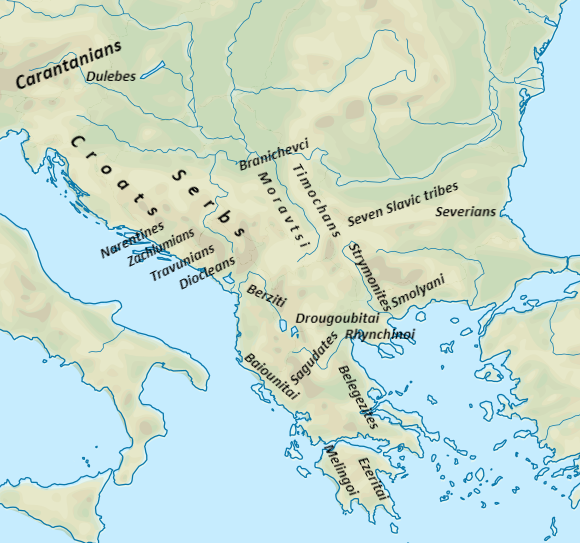
Posizione approssimativa delle tribù slave meridionali, secondo V. V. Sedov (1995)

Gli Slavi che s'insediarono nella penisola balcanica erano divisi in due gruppi, gli Anti e gli Sclaveni. Piccoli gruppi di Slavi parteciparono probabilmente già dalla fine del V secolo alle campagne degli Unni e delle tribù germaniche. Le prime sicure incursioni slave possono essere fatte risalire all'inizio del VI secolo, durante il regno dell'imperatore d'Oriente Giustino I (518-527), coincidenti con la fine della ribellione di Vitaliano (511-518). Procopio di Cesarea annotò che nel 518 una grande armata di Anti, "che vivevano vicini agli Sclaveni", attraversò il Danubio entrando in territorio bizantino. Essi continuarono con incursioni ancora più rapide e violente ai tempi di Giustiniano I (527-565), con Procopio che riferiva che la totalità dell'Illirico e della Tracia era saccheggiata dagli Unni. Gli Sclaveni e gli Anti provocarono danni enormi alla locale popolazione romana, facendo della regione un "deserto scitico". Poiché al limes danubiano mancavano guarnigioni, Giustiniano I fece in modo di allearsi con gli Anti per fermare le intrusioni di barbari nel loro territorio lungo il basso Danubio. Ciò provocò maggiori intrusioni di Slavi dalla regione di Podunavlje, ma fu anche seguito da un pacifico stanziamento permanente nel territorio romano che iniziò nel 550 o nel 551. Le cose sarebbero cambiate con l'arrivo degli Avari che combatterono contro gli Anti e sottomisero masse sia di Anti che di Sclaveni. Dopo la morte di Giustiniano, il nuovo imperatore Giustino II (565-574) fermò il pagamento di tributi agli Avari, cosa che diede l'inizio a un periodo di guerre lungo un secolo. Con i Bizantini preoccupati dalle guerre contro i Sasanidi (572-591 e 602–628), gli Avari e gli Slavi fecero scorrerie devastanti dall'Italia settentrionale alla Grecia e nel VII secolo gli Slavi s'insediarono in tutta la penisola balcanica, fino al Peloponneso, come testimoniato dalla Cronaca di Monemvasia. L'imperatore bizantino Maurizio nelle sue campagne balcaniche (582-602) non riuscì a impedire che assediassero vittoriosamente Sirmio, Viminacio, Tessalonica, distruggendo varie città tra le quali Giustiniana Prima e Salona, culminando con l'assedio di Costantinopoli nel 626.
Secondo Procopio, l'organizzazione socio-politica degli Slavi era una sorta di demokratia nella quale la comunità tribale era diretta da un consiglio di nobili. Questo permetteva loro di restare insieme indipendentemente dai fattori ambientali, ma secondo Johannes Koder, "impediva una resistenza militare coordinata contro il nemico", cosa che li mise nella situazione di dover sottostare a dominazioni politiche straniere. Quando gli Slavi, e successivamente gli Avari, entrarono nella penisola balcanica, non avevano tecniche di assedio avanzate, ma attorno al 587 ne acquisirono le competenze grazie al contatto con la cultura bizantina, a causa del quale nessun insediamento urbano o forte poté più opporsi a loro. Con la distruzione delle fortificazioni romane si ebbe una perdita di potere militare e amministrativo da parte dei Bizantini nelle province. La popolazione locale fu spesso decimata e le terre devastate furono ricolonizzate da gruppi più o meno grandi di Slavi. Si ritiene che l'insediamento tra i nativi, che spesso venivano sostituiti, avvenisse durante l'autunno, per assicurare le provviste invernali per uomini e animali. Dopo essersi mescolati con gli indigeni che, a seconda delle regioni, sopravvivevano in comunità più piccole, le tribù slave presero per lo più nomi derivati da toponimi. Essi popolarono densamente i Balcani, più precisamente la prefettura del pretorio dell'Illirico: altri slavi si stanziarono nell'ex provincia romana del Norico (dai quali emersero i Carantani) e in Pannonia (tra i quali i Dulebi); la provincia di Dalmazia fu colonizzata dai Croati bianchi (e da Guduscani), Serbi, Narentani, Zaclumi, Travuniani, Kanaliti mentre la Prevalitana lo fu dai Docleani; le province di Mesia e di Dardania furono abitate da Merehani, Braničevci, Timočani e Praedenecenti; la provincia di Dacia Ripense e Mesia Seconda fu abitata dalle Sette tribù slave e dai Severiani; mentre in parte della diocesi di Tracia si trovavano gli Smoliani e gli Strimoniti, in tutta la diocesi di Macedonia si trovavano numerose tibù di Drougoubitai, Berziti, Sagudati, Rhynchinoi, Baiounitai, Belegezites, Melingoi ed Ezeritai. Parte degli Slavi di Tracia furono anche ricollocati in Anatolia, e successivamente furono conosciuti come gli Slavi dell'Asia Minore.
Comunque, dopo l'insediamento degli Slavi, i Balcani tornarono al paganesimo ed entrarono in un periodo di decadenza, comune all'epoca alla maggior parte d'Europa. Molti slavi cominciarono presto ad accettare gli usi e i costumi delle province romane altamente civilizzate, e, per espandere la loro influenza culturale e politica sugli Slavi meridionali, i Romani iniziarono il processo di cristianizzazione. Accadde poi che gli Slavi insediatisi nelle province di Pannonia e Dalmazia raggiungessero un elevato grado di autonomia o indipendenza fondando delle Sclaviniae influenzate sia dai Franchi che dall'Impero romano d'Oriente, quelli nelle diocesi di Dacia e di Tracia divennero parte del Primo Impero bulgaro, mentre nella diocesi di Macedonia (parte meridionale della penisola balcanica e Peloponneso) la mancanza di un'organizzazione politica permise all'Impero romano d'Oriente di riottenere il controllo, e dopo duecento anni gli Slavi furono assimilati dalla maggioranza greca, e da quella albanese nel territorio dell'attuale Albania.

## Archeologia
Gli Slavi viaggiavano per lo più lungo le valli fluviali, ma nel sud della Penisola, dove incontrarono maggior resistenza da parte delle forze greche locali, preferivano i crinali dei monti. Dopo il loro arrivo, la tipica cultura archeologica slava fu ben presto modificata dall'influenza delle culture locali romane e greche. A partire dai dati archeologici si ritiene che il movimento principale degli Slavi partisse dalla media valle del Danubio. La cultura di Ipoteşti-Cândeşti era composta da una commistione delle culture slave di Praga-Korčak e di Penkovka, con alcuni elementi della cosiddetta cultura di Martinovka. C'è accordo sul fatto che la maggioranza della popolazione slava nei Balcani e nel Peloponneso discendesse dagli Anti. Secondo i dati archeologici e le fonti storiche, gli Slavi si occupavano prevalentemente di agricoltura e coltivavano miglio, che introdussero dove si stanziarono, frumento, ma anche il lino. Coltivavano diversi frutti e ortaggi e impararono la viticoltura. Si occupavano attivamente dell'allevamento del bestiame, utilizzando i cavalli per scopi militari e agricoli, e allevando buoi e capre. Coloro che abitavano in terreni collinari erano per lo più pastori. Quelli che abitavano vicino a laghi, fiumi e mari praticavano la pesca con reti e lenze. Erano noti per essere particolarmente abili nella falegnameria, usata anche per la costruzione di barche, ma conoscevano anche qualcosa della metallurgia e della ceramica.

## Genetica

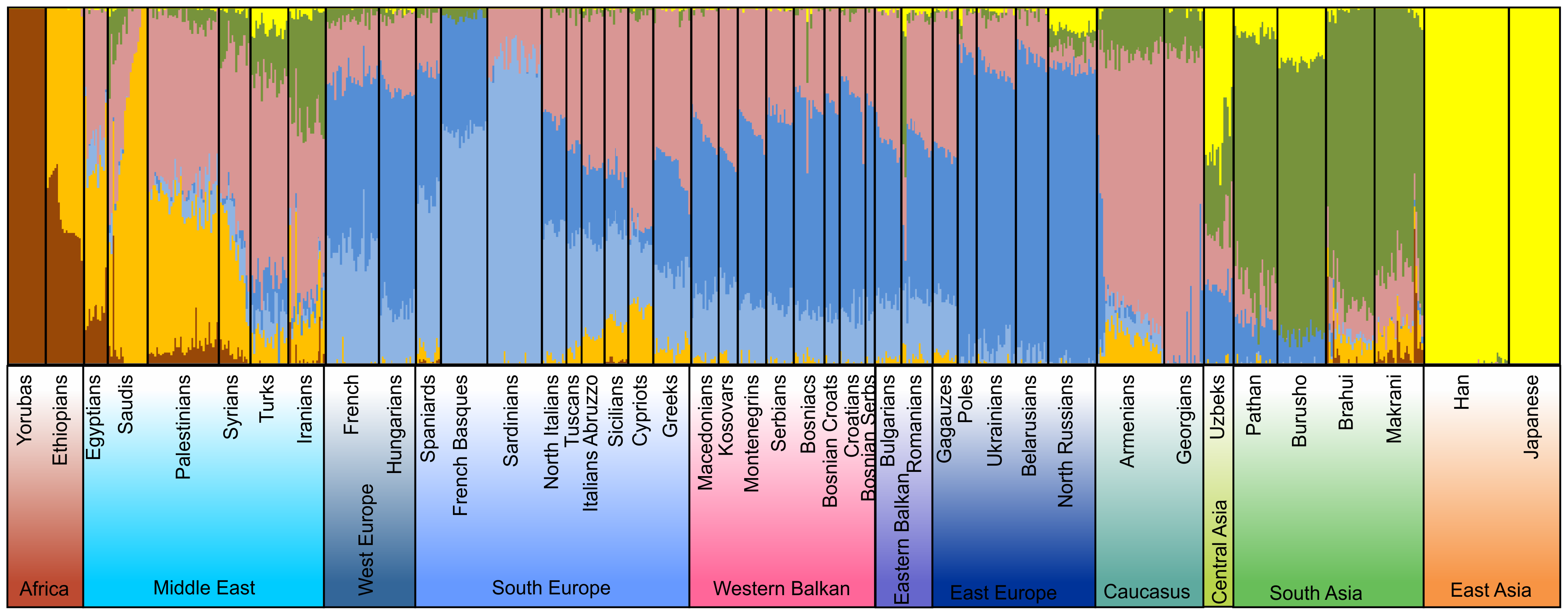
Analisi del mescolamento degli SNP autosomici nella regione balcanica in un contesto globale sul livello di risoluzione di 7 popolazioni ancestrali ipotizzate: componenti africana (marrone), europea meridionale e occidentale (blu chiaro), asiatica (giallo), mediorientale (arancione), asiatica meridionale (verde), europea settentrionale e orientale (blu scuro) e caucasica (beige)

Secondo la ricerca autosomica identity by descent (IBD) del 2013 "sull'ascendenza genealogica recente su scala continentale degli ultimi 3 000 anni", i locutori di serbo-croato condividono un numero altissimo di antenati comuni del periodo delle invasioni barbariche, approssimativamente 1 500 anni fa, con focolai localizzati in Polonia e tra Romania e Bulgaria, tra gli altri Paesi dell'Europa orientale. Ciò si ritiene causato dall'espansione del dominio degli Unni e degli Slavi, che costituivano "una popolazione relativamente piccola diffusasi su una grande area geografica"; in particolare "l'espansione delle popolazioni slave in regioni a bassa densità di popolazione iniziò nel VI secolo" e ha "un alto grado di coincidenza con la moderna distribuzione delle lingue slave". Secondo Kushniarevich et al., l'analisi di IBD di Hellenthal et al. ha trovato anche "eventi di commistione multidirezionale tra gli Europei orientali (slavi e non slavi), risalenti a circa 1 000-1 600 anni fa" che coincidono con il quadro temporale suggerito per l'espansione slava". L'influenza slava "risale al 500-900 d.C. o a poco più tardi con percentuali del 40-50% tra Bulgari, Rumeni, e Ungheresi". L'analisi IBD del 2016 ha scoperto che gli Slavi meridionali hanno minor vicinanza genetica coi Greci che con gli Slavi orientali e occidentali e che c'è un "profilo IBD coerente tra gli Slavi occidentali-orientali e le popolazioni "interslave" (Ungheresi, Rumeni e Gagauzi) da una parte e gli Slavi meridionali dall'altra, vale a dire attraverso un'area dove si assume siano avvenuti in epoca storica degli spostamenti di popolazioni, tra le quali gli Slavi". Il sottile picco di segmenti IBD condivisi tra Slavi meridionali e orientali-occidentali suggerisce "un'ascendenza comune in un'epoca protoslava". Secondo un'analisi sulla commistione genetica recente dei Balcani occidentali, gli Slavi meridionali mostrano uniformità genetica, con la componente ancestrale genetica ipotizzata dei Balto-Slavi tra il 55% e il 70% negli Slavi meridionali. Secondo uno studio di commistione del 2017 sulla popolazione greca del Peloponneso, "l'ascendenza slava delle sottopopolazioni peloponnesiache varia dallo 0,2 al 14,4%".
I risultati di uno studio del 2006 sul DNA Y "suggeriscono che l'espansione slava sia partita dal territorio dell'attuale Ucraina, supportando così l'ipotesi che situa la prima patria slava conosciuta nel medio bacino del Dnepr". Secondo gli studi di genetica fino al 2020, distribuzione, varianza e frequenza degli aplogruppi del cromosoma Y R1a e I2 e delle loro sottocladi R-M558, R-M458 e I-CTS10228 tra gli Slavi meridionali sono correlate con la diffusione delle lingue slave durante l'espansione slava medievale dall'Europa orientale, più probabilmente dai territori delle attuali Ucraina e Polonia sudorientale.

### Annotazioni
1. ↑  «L'etnonimo di "Unni", come quelli di "Sciti" e "Turchi", divenne un termine generico per i popoli (nomadi) delle steppe e i nemici invasori dall'oriente, senza riguardo della loro reale origine e identità». (EN) Christopher I. Beckwith, Empires of the Silk Road: A History of Central Eurasia from the Bronze Age to the Present, Princeton University Press, 2009,  p. 99, ISBN 9781400829941.
2. ↑  (EN) Garrett Hellenthal, George B.J. Busby, Gavin Band, James F. Wilson, Cristian Capelli, Daniel Falush e Simon Myers, A Genetic Atlas of Human Admixture History, in Science, vol. 343, n. 6172, 14 febbraio 2014,  pp. 747-751, Bibcode:2014Sci...343..747H, DOI:10.1126/science.1243518, ISSN 0036-8075 (WC · ACNP), PMC 4209567, PMID 24531965. Ospitato su http://admixturemap.paintmychromosomes.com/.
(EN) Garrett Hellenthal, George B.J. Busby, Gavin Band, James F. Wilson, Cristian Capelli, Daniel Falush e Simon Myers, Supplementary Material for "A genetic atlas of human admixture history", in Science, vol. 343, n. 6172, 2014,  pp. 747-751, DOI:10.1126/science.1243518, PMC 4209567, PMID 24531965.
«S7.6 "Europa orientale": La differenza tra le analisi di 'East Europe I' e 'East Europe II' è che il secondo comprendeva i Polacchi come una possibile popolazione di contributori. I Polacchi sono stati compresi in quest'analisi perché rappresentassero un gruppo originario di lingua slava." "Noi speculiamo che il secondo evento visto nelle nostre sei popolazioni dell'Europa orientale, tra le scaturigini dell'Europa settentrionale e di quella meridionale, possa corrispondere all'espansione dei gruppi di locutori di lingue slave (a cui ci si riferisce comunemente come all'espansione slava) attraverso questa regione in un periodo analogo, forse collegato allo spostamento causato da invasori provenienti dalla steppa eurasiatica (38; 58). In questo scenario, l'origine settentrionale nel secondo evento potrebbe rappresentare il DNA da migranti parlanti lingue slave (nell'analisi "EastEurope I" si esclude che i gruppi slavofoni campionati siano contributori). Per verificare l'accordo con quest'ipotesi, abbiamo ricolorato queste popolazioni aggiungendo i Polacchi come singolo gruppo contributore slavofono (analisi "East Europe II"; vedi Nota S7.6) e, così facendo, essi hanno ampiamente sostituito la componente nordeuropea originaria (Figura S21), anche se notiamo che due popolazioni confinati, i Bielorussi e i Lituani, sono egualmente spesso presi come scaturigini nella nostra analisi originaria (Tabella S12). Al di fuori di queste sei popolazioni, si nota un evento di mescolanza avvenuto nello stesso tempo (910 e.v., 95% CI: 720-1140 e.v.) nei vicini Greci, tra origini che rappresentano svariati popoli mediterranei confinanti (63%) e i Polacchi (37%), suggerendo un forte e antico impatto dell'espansione slava in Grecia, oggetto di un recente dibattito (37). Questi segnali condivisi che troviamo tra i gruppi dell'Europa orientale potrebbe spiegare una recente osservazione di un eccesso di condivisione di IBD tra gruppi simili, Greci compresi, che è stata fatta risalire a un ampio intervallo tra 1000 e 2000 anni fa (37).»
3. ↑  (EN) A. Zupan, The paternal perspective of the Slovenian population and its relationship with other populations, in Annals of Human Biology, vol. 40, n. 6, 2013,  pp. 515-526, DOI:10.3109/03014460.2013.813584, PMID 23879710.
«Tuttavia, uno studio di Battaglia et al. (2009) ha mostrato un picco di varianza per I2a1 in Ucraina e, sulla base del profilo di variazione osservato, si potrebbe suggerire che almeno parte dell'aplogruppo I2a1 possa essere arrivata nei Balcani e in Slovenia con le migrazioni slave da una terra ancestrale nell'attuale Ucraina [...] L'età calcolata di questo specifico aplogruppo, assieme al picco di variazione scoperto nella proposta patria slava potrebbe rappresentare un segnale di migrazione slava risultante dalle espansioni slave medievali. Comunque, la forte barriera genetica attorno all'area della Bosnia-Erzegovina, associata con l'alta frequenza dell'aplogruppo I2a1b-M423, potrebbe essere una conseguenza anche di un segnale genetico paleolitico di un'area di rifugio nei Balcani, seguito dalla mescolanza con un segnale slavo medievale dalla moderna Ucraina.»
4. ↑  (EN) Peter A. Underhill, The phylogenetic and geographic structure of Y-chromosome haplogroup R1a, in European Journal of Human Genetics, vol. 23, n. 1, 2015,  pp. 124-131, DOI:10.1038/ejhg.2014.50, PMC 4266736, PMID 24667786.
«L'R1a-M458 supera il 20% in Repubblica Ceca, Slovacchia, Polonia e Bielorussia occidentale. La linea genetica ha una media dell'11-15% tra Russia e Ucraina e una frequenza del 7% o meno altrove [...] . A differenza dell'hg R1a-M458, la clade R1a-M558 è comune anche tra le popolazioni del Volga e degli Urali. L'R1a-M558 ha una frequenza del 10-33% in parti della Russia, supera il 26% in Polonia e Bielorussia occidentale e varia tra il 10 e il 23% in Ucraina, mentre crolla di 10 volte in Europa occidentale. In generale, sia l'R1a-M458 sia l'R1a-M558 hanno frequenze basse ma non indifferenti nelle popolazioni balcaniche con ascendenze slave conosciute.»
5. ↑  (EN) Endre Neparáczki e Zoltán Maróti, Y-chromosome haplogroups from Hun, Avar and conquering Hungarian period nomadic people of the Carpathian Basin, in Scientific Reports, vol. 9, Nature Research, 2019,  p. 16569, Bibcode:2019NatSR...916569N, DOI:10.1038/s41598-019-53105-5, PMC 6851379, PMID 31719606.
«L'Hg I2a1a2b-L621 era presente in 5 campioni di Conquistatori, e anche un sesto campione da Magyarhomorog (MH/9) molto probabilmente vi appartiene, poiché MH/9 è probabilmente consanguineo di MH/16 (see below). Questo Hg di origine europea è più prominente nei Balcani e in Europa orientale, specialmente tra i gruppi parlanti lingue slave.»
6. ↑  (HU) Pamjav Horolma, Tibor Fehér, Endre Németh e László Koppány Csáji, Genetika és őstörténet, Napkút Kiadó, 2019,  p. 58, ISBN 978-963-263-855-3.
«Az I2-CTS10228 (köznevén „dinári-kárpáti") alcsoport legkorábbi közös őse 2200 évvel ezelőttre tehető, így esetében nem arról van szó, hogy a mezolit népesség Kelet-Európában ilyen mértékben fennmaradt volna, hanem arról, hogy egy, a mezolit csoportoktól származó szűk család az európai vaskorban sikeresen integrálódott egy olyan társadalomba, amely hamarosan erőteljes demográfiai expanzióba kezdett. Ez is mutatja, hogy nem feltétlenül népek, mintsem családok sikerével, nemzetségek elterjedésével is számolnunk kell, és ezt a jelenlegi etnikai identitással összefüggésbe hozni lehetetlen. A csoport elterjedése alapján valószínűsíthető, hogy a szláv népek migrációjában vett részt, így válva az R1a-t követően a második legdominánsabb csoporttá a mai Kelet-Európában. Nyugat-Európából viszont teljes mértékben hiányzik, kivéve a kora középkorban szláv nyelvet beszélő keletnémet területeket.»
7. ↑  (EN) E. Fóthi, A. Gonzalez e T. Fehér, Genetic analysis of male Hungarian Conquerors: European and Asian paternal lineages of the conquering Hungarian tribes, in Archaeological and Anthropological Sciences, vol. 12, n. 1, 2020, DOI:10.1007/s12520-019-00996-0.
«Sulla base dell'analisi SNP, il gruppo CTS10228 è vecchio di 2200 ± 300 anni. L'espansione demografica del gruppo potrebbe essere iniziata nella Polonia sudorientale attorno a quell'epoca, poiché portatori del sottogruppo più vecchio vi si trovano ancor oggi. Il gruppo non può essere collegato solamente agli Slavi, poiché il periodo protoslavo fu successivo, attorno al 300-500 dell'era volgare [...] Le maggiori esplosioni demografiche avvennero nei Balcani, dove il sottogruppo è dominante nel 50,5% dei Croati, nel 30,1% dei Serbi, nel 31,4% dei Montenegrini e in circa il 20% di Albanesi e Greci. Di conseguenza, questo sottogruppo è spesso chiamato "dinarico". È interessante notare che, sebbene sia dominante tra i popoli balcanici moderni, questo sottogruppo non era ancora presente in epoca romana, ed è praticamente assente in Italia (vedi Online Resource 5; ESM_5).»
8. ↑  (EN) Alena Kushniarevich e Alexei Kassian, Genetics and Slavic languages, in Marc L. Greenberg (a cura di), Encyclopedia of Slavic Languages and Linguistics Online, Brill, 2020, DOI:10.1163/2589-6229_ESLO_COM_032367. URL consultato il 10 dicembre 2020.
«Le distribuzioni geografiche dei principali aplogruppi NRY dell'Europa orientale (R1a-Z282, I2a-P37) si sovrappongono in gran parte alle aree occupate dagli Slavi attuali, e potrebbe essere allettante considerare ambedue gli aplogruppi come linee specifiche patrilineari.»

### Riferimenti bibliografici
1. 1 2  Koder, p. 84.
2. ↑  Sedov, pp. 206-207.
3. ↑  (EN) Lester K. Little (a cura di), Plague and the End of Antiquity: The Pandemic of 541-750, Cambridge University Press, 2007,  pp. 15, 24, 116, 118, 125, 286-287, ISBN 978-0-521-84639-4.
4. ↑  (EN) David Curtis Wright, The Hsiung-Nu-Hun Equation Revisited, in Eurasian Studies Yearbook, vol. 69, 1997,  pp. 77-112.
5. ↑  (EN) Ulf Büntgen, Vladimir S. Myglan, Fredrik Charpentier Ljungqvist, Michael McCormick, Nicola Di Cosmo, Michael Sigl, Johann Jungclaus, Sebastian Wagner, Paul J. Krusic, Jan Esper, Jed O. Kaplan, Michiel A. C. de Vaan, Jürg Luterbacher, Lukas Wacker, Willy Tegel & Alexander V. Kirdyanov, Cooling and societal change during the Late Antique Little Ice Age from 536 to around 660 AD, in Nature Geoscience, vol. 9, n. 3, 2016,  pp. 231-236, Bibcode:2016NatGe...9..231B, DOI:10.1038/ngeo2652.
6. ↑  Sedov, pp. 207-208.
7. ↑  Koder, p. 82.
8. ↑  (EN) Mark Dickens, Medieval Syriac Historians' Perceptionsof the Turks, University of Cambridge, 2004,  p. 19. Ospitato su https://www.academia.edu/436106.
«I cronisti siriaci (con le loro controparti arabe, bizantine, latine, armene e georgiane) non utilizzavano gli etnonimi nel modo specifico degli studiosi moderni. Come nota K. Czeglédy, "alcune fonti [...] usano gli etnonimi dei vari popoli delle steppe, in particolare quelli delle tribù scite, unne e turche, nel senso generico di 'nomadi'".»
9. ↑  Sedov, p. 208.
10. ↑  Sedov, pp. 208-209.
11. ↑  Sedov, pp. 209-212, 215.
12. 1 2  Koder, p. 83.
13. ↑  Sedov, p. 229.
14. ↑  (EN) Speros Vryonis, The Evolution of Slavic Society and the Slavic Invasions in Greece. The First Major Slavic Attack on Thessaloniki, A. D. 597, in Hesperia: The Journal of the American School of Classical Studies at Athens, vol. 50, n. 4, 1981,  pp. 378-390, DOI:10.2307/147879, JSTOR 147879.
15. ↑  Sedov, p. 212, 215.
16. ↑  Sedov, pp. 212-218, 382, 413, 444, 458.
17. ↑  Sedov, p. 207.
18. ↑  (EN) Tibor Živković, On the Baptism of the Serbs and Croats in the Time of Basil I (867–886) (PDF), in Studia Slavica et Balcanica Petropolitana, n. 1, 2013,  pp. 33-53.
19. ↑  Sedov, pp. 229-232.
20. ↑  Vedriš, pp. 581-603.
21. ↑  Koder, pp. 91-95.
22. ↑  Sedov, p. 216.
23. ↑  Koder, pp. 88-89.
24. ↑  Sedov, p. 217.
25. ↑  Sedov, pp. 218, 220-221.
26. ↑  Sedov, pp. 219, 221-222.
27. ↑  Sedov, p. 221.
28. ↑  Sedov, pp. 225-227.
29. ↑  Sedov, pp. 225-226.
30. 1 2  Sedov, p. 226.
31. ↑  Sedov, p. 227.
32. ↑  Sedov, pp. 227-228.
33. 1 2  (EN) L. Kovačević, Standing at the Gateway to Europe - The Genetic Structure of Western Balkan Populations Based on Autosomal and Haploid Markers, in PLOS ONE, vol. 9, n. 8, 2014,  pp. e105090, Bibcode:2014PLoSO...9j5090K, DOI:10.1371/journal.pone.0105090, PMC 4141785, PMID 25148043.
34. 1 2  (EN) P. Ralph, The Geography of Recent Genetic Ancestry across Europe, in PLOS Biology, vol. 11, n. 5, 2013,  p. e105090, DOI:10.1371/journal.pbio.1001555, PMC 3646727, PMID 23667324.
35. 1 2 3  (EN) A. Kushniarevich, Genetic Heritage of the Balto-Slavic Speaking Populations: A Synthesis of Autosomal, Mitochondrial and Y-Chromosomal Data, in PLOS ONE, vol. 10, n. 9, 2015,  p. e0135820, Bibcode:2015PLoSO..1035820K, DOI:10.1371/journal.pone.0135820, PMC 4558026, PMID 26332464.
36. ↑  (EN) P. M. Delser, Genetic Landscape of Slovenians: Past Admixture and Natural Selection Pattern, in Frontiers in Genetics, vol. 9, 2018,  p. 551, DOI:10.3389/fgene.2018.00551, PMC 6252347, PMID 30510563.
37. ↑  (EN) G. Stamatoyannopoulos, Genetics of the Peloponnesean populations and the theory of extinction of the medieval Peloponnesean Greeks, in European Journal of Human Genetics, vol. 25, n. 5, 2017,  pp. 637-645, DOI:10.1038/ejhg.2017.18, PMC 5437898, PMID 28272534.
38. ↑  (EN) K. Rebała, A.I. Mikulich, I.S. Tsybovsky, D. Siváková, Z. Dzupinková, A. Szczerkowska-Dobosz e Z. Szczerkowska, Y-STR variation among Slavs: Evidence for the Slavic homeland in the middle Dnieper basin, in Journal of Human Genetics, vol. 52, n. 5, 2007,  pp. 406-414, DOI:10.1007/s10038-007-0125-6, PMID 17364156.
39. ↑  (UK) O.M. Utevska, Генофонд українців за різними системами генетичних маркерів: походження і місце на європейському генетичному просторі [Il pool genetico degli Ucraini rivelato da diversi sistemi di marcatura genetica: l'origine e lo stanziamento in Europa], tesi di dottorato, Centro nazionale di ricerca per la medicina radiologica dell'Accademia nazionale delle scienze dell'Ucraina, 2017,  pp. 219-226, 302.